# Level-5
Level-5 Inc. (株式会社レベルファイブ, Kabushiki-gaisha Reberu Faibu) és una empresa desenvolupadora de videojocs per a tercers a Fukuoka, Japó. L'empresa va ser fundada l'octubre del 1998 per Akihiro Hino, president i CEO de la companyia, que a més dissenya i produeix tots els videojocs de Level-5.
Des de la seva creació, Level-5 ha tingut una relació molt estreta amb Sony Computer Entertainment, amb molts dels seus títols finançats i produïts conjuntament. Tanmateix, des del llançament de Professor Layton and the Curious Village per a Nintendo DS el 2007, l'empresa ha començat a diversificar la seva cartera de productes i s'ha centrat més a autopublicar-se els seus títols al Japó, arribant a acords amb filials de Nintendo a l'estranger per distribuir els seus jocs. Level-5 és una de les deu empreses de videojocs més grans al Japó, amb una quota de mercat del 3,2% el 2013.

## Història
Level-5 va ser fundada l'octubre del 1998 per Akihiro Hino i el seu equip de desenvolupadors. Havien deixat la companyia Riverhillsoft després del llançament de PlayStation, amb l'objectiu de crear programari en 3D. Com que Hino no creia en un principi que el seu equip pogués esdevenir un desenvolupador de videojocs independent, va decidir col·laborar amb Sony Computer Entertainment, cosa que li permetria desenvolupar la PlayStation 2 amb la condició que creés la seva pròpia empresa. El nom "Level-5" fa referència als informes escolars japonesos, on la nota màxima és un "Level-5" (nivell 5).
La primera gran producció de Level-5 va ser l'RPG Dark Cloud, per a Play Station 2, el desembre del 2000. El videojoc va ser un èxit immediat, que va vendre gairebé un milió de còpies arreu del món. Poc després es va llançar Dark Chronicle, que, tot i no tenir el mateix èxit que el seu predecessor, va guanyar-se algunes crítiques i va vendre mig milió d'unitats.
En només quatre anys Level-5 va convertir-se en un dels desenvolupadors més importants de videojocs RPG al Japó. A principis del 2007 l'empresa va llançar el seu primer videojoc autofinançat i autopublicat al Japó, Professor Layton and the Curious Village, que va gaudir d'un important èxit comercial amb la venda de 840.000 còpies.

## Videojocs

### PlayStation 2
Sèrie Dark Cloud
- Dark Cloud (2000)
- Dark Chronicle (Dark Cloud 2) (2002)

Altres videojocs
- Dragon Quest: The Journey of the Cursed King (2004)
- Rogue Galaxy (2005)
- Rogue Galaxy: Director's Cut (2007)

### PlayStation Portable
Sèrie Little Battlers Experience
- Danball Senki (2011)
- Danball Senki Boost (2011)
- Danball Senki W (2012)

Altres videojocs
- Jeanne d'Arc (2006)
- Time Travelers (2012)
- Mobile Suit Gundam AGE: Cosmic Drive (2012)
- Mobile Suit Gundam AGE: Universe Accel (2012)

### PlayStation 3
Sèrie White Knight Chronicles
- White Knight Chronicles (2008)
- White Knight Chronicles EX Edition (2009)[3]
- White Knight Chronicles II[4] (2010)[3]

Altres videojocs
- Ni no Kuni: Wrath of the White Witch (2011)
- Wonder Flick (2014)

### PlayStation Vita
- Time Travelers (2012)
- Danball Senki W (2012)
- Wonder Flick (2014)

### PlayStation 4
- Wonder Flick (2014)

### Nintendo DS
Sèrie Professor Layton
- Professor Layton and the Curious Village (2007)
- Professor Layton and Pandora's Box (2007)
- Professor Layton and the Lost Future (2008)
- Professor Layton and the Last Specter (2009)[5]

Sèrie Inazuma Eleven
- Inazuma Eleven (2008)
- Inazuma Eleven 2: Blizzard (2009)[5][6]
- Inazuma Eleven 2: Firestorm (2009)[5][6]
- Inazuma Eleven 3: Challenge the World: Bomber (2010)[3]
- Inazuma Eleven 3: Challenge the World: Spark (2010)[3]
- Inazuma Eleven 3: Challenge the World: The Ogre (2010)[3]

Sèrie Atamania
- Paul Sloane and Des MacHale's Intriguing Tales (2009)[5]
- Paul Sloane and Des MacHale's Intriguing Tales 2 (2009)[5]
- Professor Tago's Mental Gymnastics #1: A Puzzle-Solving Journey Around the World (2009)[5]
- Professor Tago's Mental Gymnastics #2: A Puzzle-Solving Adventure Across the Universe (2009)[5]
- Professor Tago's Mental Gymnastics #3: A Puzzle-Solving Fairytale in Wonderland (2009)[5]
- Professor Tago's Mental Gymnastics #4: A Puzzle-Solving Trip on a Time Machine (2009)[5]

Altres videojocs
- Dragon Quest IX: Sentinels of the Starry Skies (2009)[3]
- Ni no Kuni: Dominion of the Dark Djinn (2010)[3]

### Wii
- Inazuma Eleven Strikers (2011)[7]
- Inazuma Eleven Strikers 2012 Xtreme (2011)
- Inazuma Eleven GO Strikers 2013 (2012)

### Nintendo 3DS
Sèrie Professor Layton
- Professor Layton and the Miracle Mask (2011)
- Professor Layton vs. Phoenix Wright: Ace Attorney (2012)[8]
- Professor Layton and the Azran Legacy (2013)[9]

Sèrie Inazuma Eleven
- Inazuma Eleven GO Shine (2011)[10]
- Inazuma Eleven GO Dark (2011)[10]
- Inazuma Eleven GO 2: Chrono Stone Neppuu (2012)
- Inazuma Eleven GO 2: Chrono Stone Raimei (2012)
- Inazuma Eleven Everyday (2012)
- Inazuma Eleven 1, 2, 3!! The Legend of Mamoru Endou (2012)
- Inazuma Eleven 3: Bomb Blast (2013)
- Inazuma Eleven 3: Lightning Bolt (2013)
- Inazuma Eleven GO 3: Galaxy: Big Bang (2013)
- Inazuma Eleven GO 3: Galaxy: Super Nova (2013)
- Inazuma Eleven 3: Team Ogre Attacks (2014)

Sèrie Little Battlers Experience
- Danball Senki Baku Boost (2012)
- Danball Senki W Super Custom (2013)
- Danball Senki Wars (2013)

Sèrie Yo-Kai Watch
- Yo-Kai Watch (2013)
- Yo-Kai Watch 2: Ganzo (2014)
- Yo-Kai Watch 2: Honke (2014)
- Yo-Kai Watch 2: Shin'uchi (2014)
- Yo-Kai Watch 3 (2016)

Altres videojocs
- Girls RPG: Cinderellife (2012)[11][12]
- Guild01 (2012)
- Time Travelers (2012)[8]
- Fantasy Life (2012)
- Guild02 (2013)
- Fantasy Life: Link! (2013)

### Wii U
- Wonder Flick (2014)

### Xbox One
- Wonder Flick (2014)

### Arcade
- Inazuma Eleven Strikers 2012 Xtreme (2011)
- Danball Senki Data Carddas (2011)

### iOS
- Layton Brothers: Mystery Room (2012)
- Layton Kyouju to Seiki no Nana Kaitou (2012)
- Liberation Maiden (2013)
- Earth Devastating B-Rank Girlfriend Z: Great Space War (2013)
- Devil Station (2013)
- Wonder Flick (2013)
- LINE Puzzle de Inazuma Eleven (2013)
- Layton 7 (TBA)
- Majin Station (TBA)

### Android
- Layton Kyouju to Seiki no Nana Kaitou (2012)
- Earth Devastating B-Rank Girlfriend Z: Great Space War (2013)
- Devil Station (2013)
- Wonder Flick (2013)
- LINE Puzzle de Inazuma Eleven (2013)
- Layton 7 (TBA)
- Majin Station (TBA)

### Microsoft Windows
- Inazuma Eleven Online (2014)

### ROID
- Professor Layton and the Mansion of the Deathly Mirror (2008)[13]
- Paul Sloane and Des MacHale's Intriguing Tales (2009)[5]
- Caba-Jyo-P (2009)[5]
- Paul Sloane and Des MacHale's Intriguing Tales 2 (2009)[5]
- Yuuenchi wo Tsukurō Revolution (2009)
- Treasure Island (2009)
- Elf the Dragon (2009)
- Professor Layton's London Life (2009)
- Ni no Kuni Hotroit Stories (2010)[3]
- Inazuma Eleven Dash (2010)[3]
- Danboard Senki (2011)

### Videojocs cancel·lats
- True Fantasy Live Online (Xbox)
- Ushiro (PSP)
- Inazuma Eleven Future (2009)

## Sèries de televisió
- Inazuma Eleven (2008)
- Inazuma Eleven GO (2011)
- Danball Senki (2011)
- Danball Senki W (2012)
- Inazuma Eleven Go Chrono Stone(2012)
- Inazuma Eleven Go Galaxy(2013)
- Youkai Watch (2014)

## Pel·lícules
- Professor Layton and the Eternal Diva (2009)[14]
- Inazuma Eleven: Saikyō Gundan Ōga Shūrai (2010)
- Inazuma Eleven GO: Kyūkyoku no Kizuna Gurifon (2011)
- Inazuma Eleven GO vs. Danbōru Senki W (2012)